# Djupträsket (Edefors socken, Norrbotten, 733039-171053)
Djupträsket är en sjö i Bodens kommun i Norrbotten och ingår i Luleälvens huvudavrinningsområde. Sjön har en area på 0,409 kvadratkilometer och ligger 282,1 meter över havet.

## Delavrinningsområde
Djupträsket ingår i det delavrinningsområde (733030-170872) som SMHI kallar för Mynnar i Hapträskån. Medelhöjden är 335 meter över havet och ytan är 9,53 kvadratkilometer. Det finns inga avrinningsområden uppströms utan avrinningsområdet är högsta punkten. Rösbergsbäcken som avvattnar avrinningsområdet har biflödesordning 5, vilket innebär att vattnet flödar genom totalt 5 vattendrag innan det når havet efter 128 kilometer. Avrinningsområdet består mestadels av skog (67 procent) och sankmarker (20 procent). Avrinningsområdet har 0,41 kvadratkilometer vattenytor vilket ger det en sjöprocent på 4,3 procent.